# Hernings kommun
Hernings kommun är en kommun i Region Mittjylland i Danmark. Centralort är staden Herning. Kommunen har 86 348 invånare (2012).
Den nuvarande kommunen bildades vid kommunreformen 2007, då den tidigare Hernings kommun lades samman med Aulum-Haderups kommun, Trehøje kommun och Åskovs kommun.
Traditionellt har textilproduktion varit den viktigaste branschen i kommunen, men verksamheten är i dag på tillbakagång. Andra viktigare områden är trä- och möbelindustri samt järn- och metallindustri. Centralorten Herning är en knutpunkt.
Kommunen är till största delen ett istidslandskap, Skovbjerg Bakkeø. Den högsta punkten är Tihøje (111 meter över havet).
| Kommunens största orter |                |          |          |      |
| Nr                      | Ort            | Invånare | Invånare | +/–  |
| Nr                      | Ort            | 2011     | 2012     | +/–  |
| 1                       | Herning        | 46 279   | 46 873   | +594 |
| 2                       | Sunds          | 3 999    | 4 048    | +49  |
| 3                       | Vildbjerg      | 3 904    | 3 915    | +11  |
| 4                       | Aulum          | 3 150    | 3 153    | +3   |
| 5                       | Kibæk          | 2 662    | 2 664    | +2   |
| 6                       | Gullestrup     | 1 921    | 1 890    | -31  |
| 7                       | Sønder Felding | 1 540    | 1 518    | -22  |
| 8                       | Sørvad         | 1 111    | 1 095    | -21  |
| 9                       | Ilskov         | 794      | 788      | -6   |
| 10                      | Ørnhøj         | 708      | 701      | -7   |